# Вимислово (Накельський повіт)
Вимислово (пол. Wymysłowo) — село в Польщі, у гміні Шубін Накельського повіту Куявсько-Поморського воєводства.
Населення — 74 особи (2011).
У 1975-1998 роках село належало до Бидгощського воєводства.

## Демографія
Демографічна структура станом на 31 березня 2011 року:
|          | Загалом | Допрацездатний вік | Працездатний вік | Постпрацездатний вік |
| -------- | ------- | ------------------ | ---------------- | -------------------- |
| Чоловіки | 37      | 10                 | 21               | 6                    |
| Жінки    | 37      | 11                 | 19               | 7                    |
| Разом    | 74      | 21                 | 40               | 13                   |